# 渡嘉敷村
渡嘉敷村（とかしきそん）は、沖縄本島那覇市の西方約40kmに点在する慶良間諸島のうち渡嘉敷島を始め10余りの島からなる村。
慶良間諸島のほぼ東半分を占め、島尻郡に属する。

## 地理
以下の島により構成される。渡嘉敷島・前島以外は無人島。
- 渡嘉敷島
- 前島（前島、ハテ島、中島）
- 慶伊瀬島（神山島、クエフ島、ナガンヌ島）
- 黒島
- 儀志布島
  - 渡嘉敷島の北側に密接している。最干潮時は、船舶の航行は不可能になる。
- 城島
  - 渡嘉敷港のちょうど入り口にあり、防波堤の役目になっている。干潮時は徒歩で行ける。頂上には聖地があり神話の舞台にもなった。

### 地域
- 阿波連（あはれん）
- 渡嘉敷（とかしき）

渡嘉敷・渡嘉志久（とかしく）の2集落がある。
- 前島（まえじま）

### 人口
| |                                          |  |
| 渡嘉敷村と全国の年齢別人口分布（2005年） | 渡嘉敷村の年齢・男女別人口分布（2005年） |  |
| ■紫色 ― 渡嘉敷村 ■緑色 ― 日本全国 | ■青色 ― 男性 ■赤色 ― 女性                |  |
| 渡嘉敷村（に相当する地域）の人口の推移 \| 1970年（昭和45年） \| 712人 \| \| \| 1975年（昭和50年） \| 818人 \| \| \| 1980年（昭和55年） \| 830人 \| \| \| 1985年（昭和60年） \| 888人 \| \| \| 1990年（平成2年） \| 710人 \| \| \| 1995年（平成7年） \| 725人 \| \| \| 2000年（平成12年） \| 730人 \| \| \| 2005年（平成17年） \| 790人 \| \| \| 2010年（平成22年） \| 760人 \| \| \| 2015年（平成27年） \| 730人 \| \| \| 2020年（令和2年） \| 718人 \| \| |                                          |  |
| 総務省統計局 国勢調査より |                                          |  |
| 1970年（昭和45年） | 712人                                    |  |
| 1975年（昭和50年） | 818人                                    |  |
| 1980年（昭和55年） | 830人                                    |  |
| 1985年（昭和60年） | 888人                                    |  |
| 1990年（平成2年） | 710人                                    |  |
| 1995年（平成7年） | 725人                                    |  |
| 2000年（平成12年） | 730人                                    |  |
| 2005年（平成17年） | 790人                                    |  |
| 2010年（平成22年） | 760人                                    |  |
| 2015年（平成27年） | 730人                                    |  |
| 2020年（令和2年） | 718人                                    |  |

### 気候
沖縄県の中では気温の低い地域である。
2016年1月24日、翌1月25日には最低気温3.7°Cを観測し、渡嘉敷村の観測史上最低気温を更新した。
また、夏もあまり気温が上がらない。真夏日の年間日数の平均は24.5日である。これは、東北地方の秋田市（22.2日）、盛岡市（22.4日）、仙台市（23.0日）等と同程度である。そのため、近年でも真夏日の年間日数が1桁になることは珍しくない。例えば、2018年は本州から九州では広い範囲で記録的な猛暑に見舞われたが（2018年の猛暑も参照）、渡嘉敷村の真夏日の年間日数は7日であった。これは、同年の北海道札幌市（8日）、旭川市（9日）等よりも少ない日数である。
- 最高気温 - 32.9°C（2024年（令和6年）7月31日）
- 最低気温 - 3.7°C（2016年（平成28年）1月25日、2016年（平成28年）1月24日）
- 最大日降水量 - 504mm（1997年（平成9年）8月7日）
- 最大瞬間風速 - 58.9 m/s（2012年（平成24年）9月29日）
- 夏日最多日数 - 193日（2016年（平成28年））
- 真夏日最多日数 - 69日（2024年（令和6年））
- 猛暑日最多日数 - 0日（観測記録なし）
- 熱帯夜最多日数 - 89日（2017年（平成29年））
- 冬日最多日数 - 0日（観測記録なし）
- 真冬日最多日数 - 0日（観測記録なし）

| 渡嘉敷村（渡嘉敷地域気象観測所）の気候                  | 渡嘉敷村（渡嘉敷地域気象観測所）の気候 | 渡嘉敷村（渡嘉敷地域気象観測所）の気候 | 渡嘉敷村（渡嘉敷地域気象観測所）の気候 | 渡嘉敷村（渡嘉敷地域気象観測所）の気候 | 渡嘉敷村（渡嘉敷地域気象観測所）の気候 | 渡嘉敷村（渡嘉敷地域気象観測所）の気候 | 渡嘉敷村（渡嘉敷地域気象観測所）の気候 | 渡嘉敷村（渡嘉敷地域気象観測所）の気候 | 渡嘉敷村（渡嘉敷地域気象観測所）の気候 | 渡嘉敷村（渡嘉敷地域気象観測所）の気候 | 渡嘉敷村（渡嘉敷地域気象観測所）の気候 | 渡嘉敷村（渡嘉敷地域気象観測所）の気候 | 渡嘉敷村（渡嘉敷地域気象観測所）の気候 |
| 月                                                      | 1月                                    | 2月                                    | 3月                                    | 4月                                    | 5月                                    | 6月                                    | 7月                                    | 8月                                    | 9月                                    | 10月                                   | 11月                                   | 12月                                   | 年                                     |
| ------------------------------------------------------- | -------------------------------------- | -------------------------------------- | -------------------------------------- | -------------------------------------- | -------------------------------------- | -------------------------------------- | -------------------------------------- | -------------------------------------- | -------------------------------------- | -------------------------------------- | -------------------------------------- | -------------------------------------- | -------------------------------------- |
| 最高気温記録 °C （°F）                                  | 24.1 (75.4)                            | 24.9 (76.8)                            | 25.7 (78.3)                            | 28.2 (82.8)                            | 29.0 (84.2)                            | 30.7 (87.3)                            | 32.9 (91.2)                            | 32.5 (90.5)                            | 31.6 (88.9)                            | 30.4 (86.7)                            | 28.5 (83.3)                            | 26.8 (80.2)                            | 32.9 (91.2)                            |
| 平均最高気温 °C （°F）                                  | 17.8 (64)                              | 18.1 (64.6)                            | 19.7 (67.5)                            | 22.0 (71.6)                            | 24.6 (76.3)                            | 27.5 (81.5)                            | 29.3 (84.7)                            | 29.3 (84.7)                            | 28.3 (82.9)                            | 25.8 (78.4)                            | 22.8 (73)                              | 19.5 (67.1)                            | 23.7 (74.7)                            |
| 日平均気温 °C （°F）                                    | 15.6 (60.1)                            | 15.7 (60.3)                            | 17.2 (63)                              | 19.5 (67.1)                            | 22.2 (72)                              | 25.1 (77.2)                            | 26.9 (80.4)                            | 26.8 (80.2)                            | 25.8 (78.4)                            | 23.5 (74.3)                            | 20.7 (69.3)                            | 17.4 (63.3)                            | 21.4 (70.5)                            |
| 平均最低気温 °C （°F）                                  | 13.8 (56.8)                            | 13.8 (56.8)                            | 15.2 (59.4)                            | 17.6 (63.7)                            | 20.4 (68.7)                            | 23.4 (74.1)                            | 25.2 (77.4)                            | 25.1 (77.2)                            | 24.1 (75.4)                            | 21.9 (71.4)                            | 19.1 (66.4)                            | 15.7 (60.3)                            | 19.6 (67.3)                            |
| 最低気温記録 °C （°F）                                  | 3.7 (38.7)                             | 6.0 (42.8)                             | 5.5 (41.9)                             | 10.4 (50.7)                            | 14.0 (57.2)                            | 15.3 (59.5)                            | 19.9 (67.8)                            | 21.6 (70.9)                            | 17.7 (63.9)                            | 16.1 (61)                              | 9.5 (49.1)                             | 7.6 (45.7)                             | 3.7 (38.7)                             |
| 降水量 mm （inch）                                      | 134.2 (5.283)                          | 129.2 (5.087)                          | 170.3 (6.705)                          | 194.9 (7.673)                          | 269.1 (10.594)                         | 284.8 (11.213)                         | 154.7 (6.091)                          | 208.8 (8.22)                           | 234.6 (9.236)                          | 157.4 (6.197)                          | 120.9 (4.76)                           | 135.8 (5.346)                          | 2,200.5 (86.634)                       |
| 平均降水日数 （≥1.0 mm）                                | 12.1                                   | 11.3                                   | 13.0                                   | 11.8                                   | 12.4                                   | 11.7                                   | 8.4                                    | 11.0                                   | 11.7                                   | 8.6                                    | 9.1                                    | 10.9                                   | 132.5                                  |
| 平均月間日照時間                                        | 89.9                                   | 97.6                                   | 124.0                                  | 135.6                                  | 163.7                                  | 188.8                                  | 274.0                                  | 248.2                                  | 207.1                                  | 180.0                                  | 126.1                                  | 105.8                                  | 1,938.4                                |
| 出典：気象庁 (平均値：1991年-2020年、極値：1977年-現在) |                                        |                                        |                                        |                                        |                                        |                                        |                                        |                                        |                                        |                                        |                                        |                                        |                                        |

## 歴史
- 1908年（明治41年）4月1日 - 島嶼町村制施行に伴い、渡嘉敷間切が渡嘉敷村となる[3]。
- 1966年（昭和41年）5月1日 - 村章を制定する[4]。
- 1991年（平成3年）7月30日 - 村花・村木・村魚の制定を制定する[5]。

## 行政

### 歴代村長
主な出典 : 渡嘉敷村公式サイト「歴代村長・歴代副村長(助役)・歴代収入役」
- 現村長：新里武広[6]（2022年11月20日就任 1期目）

| 代 | 氏名       | 就任                       | 退任                       | 着任期数 | 備考                                                             |
| -- | ---------- | -------------------------- | -------------------------- | -------- | ---------------------------------------------------------------- |
| 1  | 松本権励   | 1899年（明治32年） 月 日   | 1908年（明治41年） 月 日   | 3期      | 渡嘉敷間切が渡嘉敷村に改称したことに伴い、間切長から村長になる。 |
| 2  | 仲村渠光徳 | 1909年（明治42年）4月1日   | 1924年（大正13年） 月 日   | 4期      |                                                                  |
| 3  | 徳平秀郎   | 1924年（大正13年） 月 日   | 1932年（昭和7年） 月 日    | 2期      |                                                                  |
| 4  | 小嶺信雄   | 1932年（昭和7年） 月 日    | 1936年（昭和11年） 月 日   | 1期      |                                                                  |
| 5  | 仲村渠光徳 | 1936年（昭和11年） 月 日   | 1939年（昭和14年） 月 日   | 1期      |                                                                  |
| 6  | 真喜屋実意 | 1940年（昭和15年） 月 日   | 1943年（昭和18年） 月 日   | 1期      |                                                                  |
| 7  | 古波蔵惟好 | 1944年（昭和19年） 月 日   | 1946年（昭和21年）4月30日  | 1期      | 最後の村議会議長兼任者。                                         |
| 8  | 小嶺賀真   | 1946年（昭和21年）5月1日   | 1948年（昭和23年）2月29日  | 1期      |                                                                  |
| 9  | 吉田英治   | 1948年（昭和23年）3月01日  | 1953年（昭和28年）7月31日  | 2期      |                                                                  |
| 10 | 玉井喜八   | 1953年（昭和28年）12月17日 | 1985年（昭和60年）12月16日 | 8期      | 『渡嘉敷村史』の編集に村史編集委員長として携わる。               |
| 11 | 座間味毅   | 1985年（昭和60年）12月17日 | 1994年（平成6年）10月7日   | 3期      | 『渡嘉敷村史』の編集を1990年3月の発刊まで主導する。              |
| 12 | 座間味昌茂 | 1994年（平成6年）11月20日  | 1998年（平成10年）11月19日 | 1期      |                                                                  |
| 13 | 小嶺安雄   | 1998年（平成10年）11月20日 | 2010年（平成22年）11月19日 | 3期      |                                                                  |
| 14 | 座間味昌茂 | 2010年（平成22年）11月20日 | 2014年（平成26年）11月19日 | 1期      |                                                                  |
| 15 | 松本好勝   | 2014年（平成26年）11月20日 | 2018年（平成30年）11月19日 | 1期      |                                                                  |
| 16 | 座間味秀勝 | 2018年（平成30年）11月20日 | 2022年（令和4年）11月19日  | 1期      | 渡嘉敷村公式サイト「村長挨拶」                                   |
| 17 | 新里武広   | 2022年（令和4年）11月20日  | （現職）                   | 1期目    |                                                                  |

## 教育など
- 渡嘉敷村立渡嘉敷小中学校
- 渡嘉敷村立阿波連小学校
- 渡嘉敷村立渡嘉敷幼稚園
- 渡嘉敷村立へき地渡嘉敷保育園

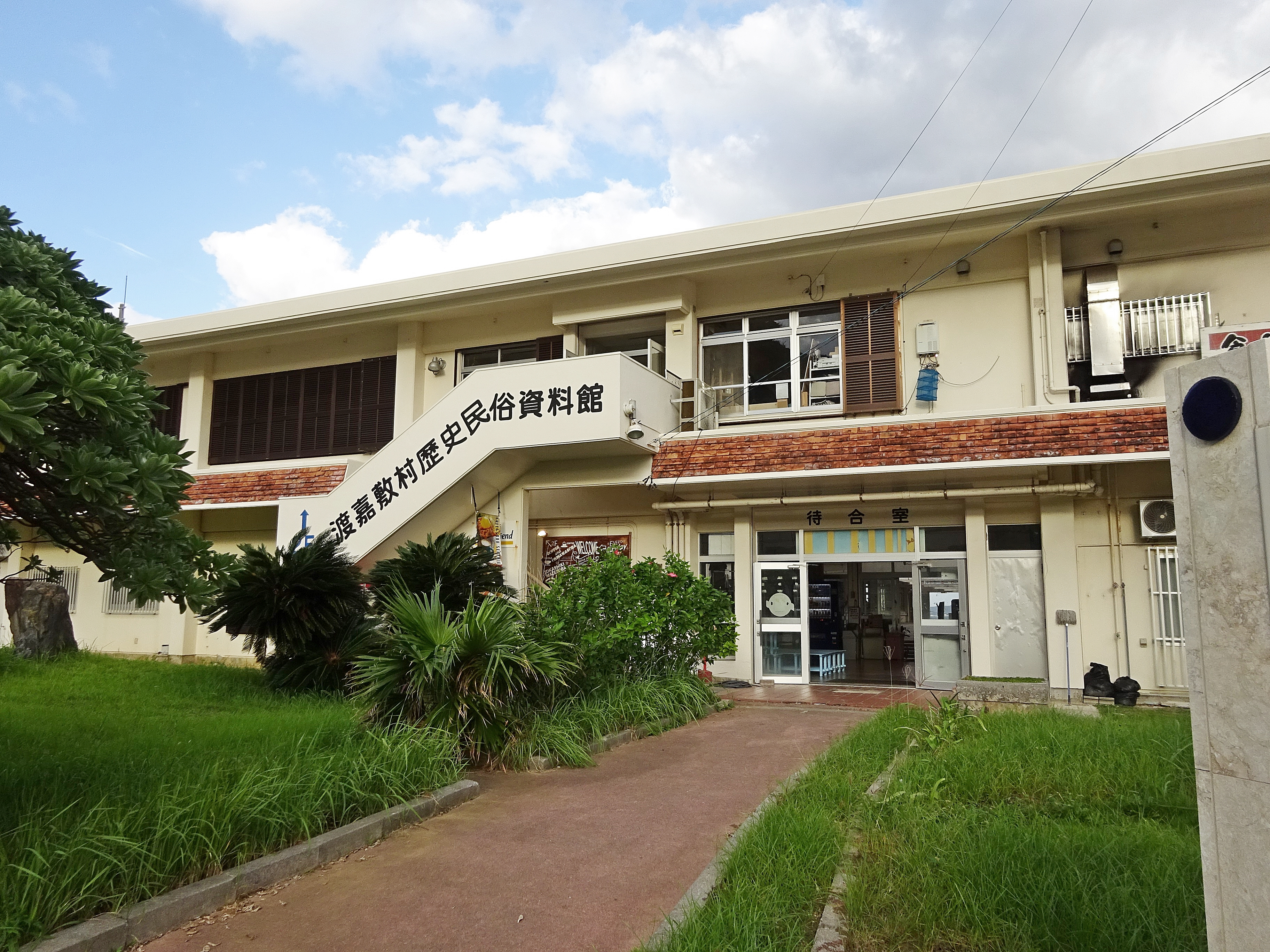
渡嘉敷村歴史民俗資料館

- 国立沖縄青少年交流の家 - 青少年用教育・研修施設

## 通信

### 郵便
- 日本郵便 渡嘉敷郵便局（渡嘉敷）

※渡嘉敷村の郵便番号は「901-35xx」となっている。

## 交通
那覇港との間に定期旅客航路が運航されるほか、座間味村との間にはオンデマンドによる航路が運航されている。

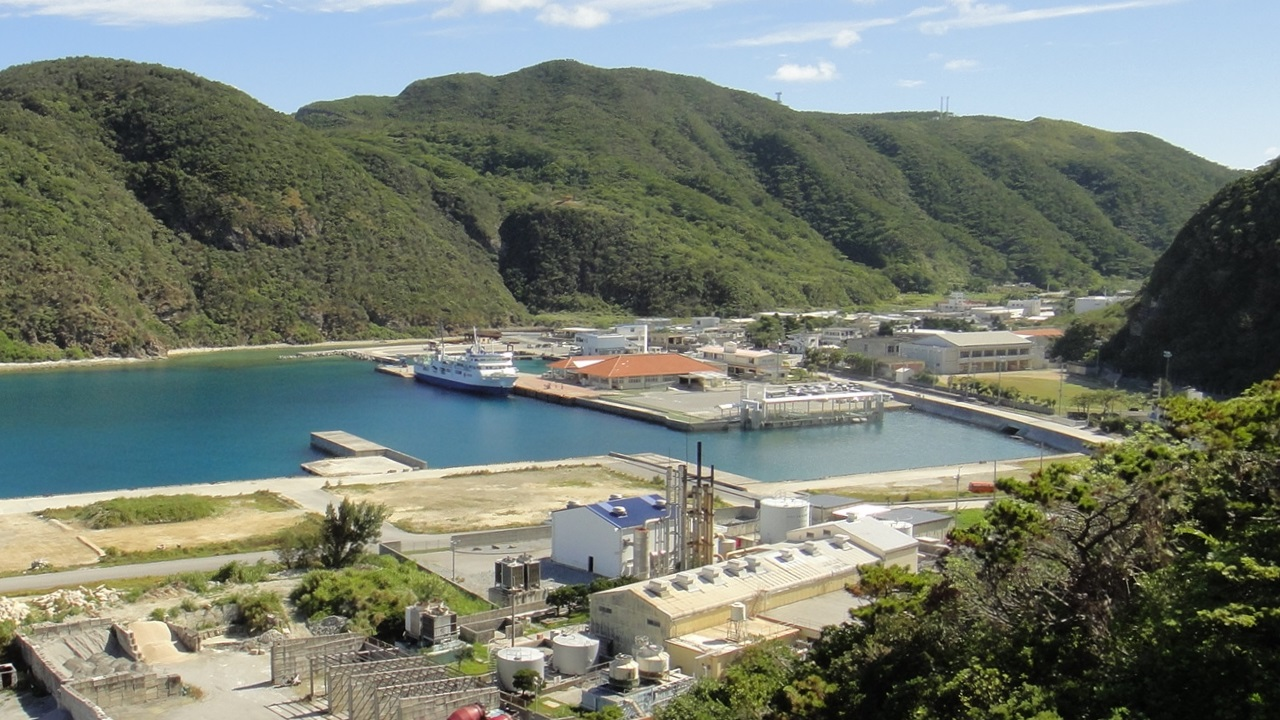
渡嘉敷港

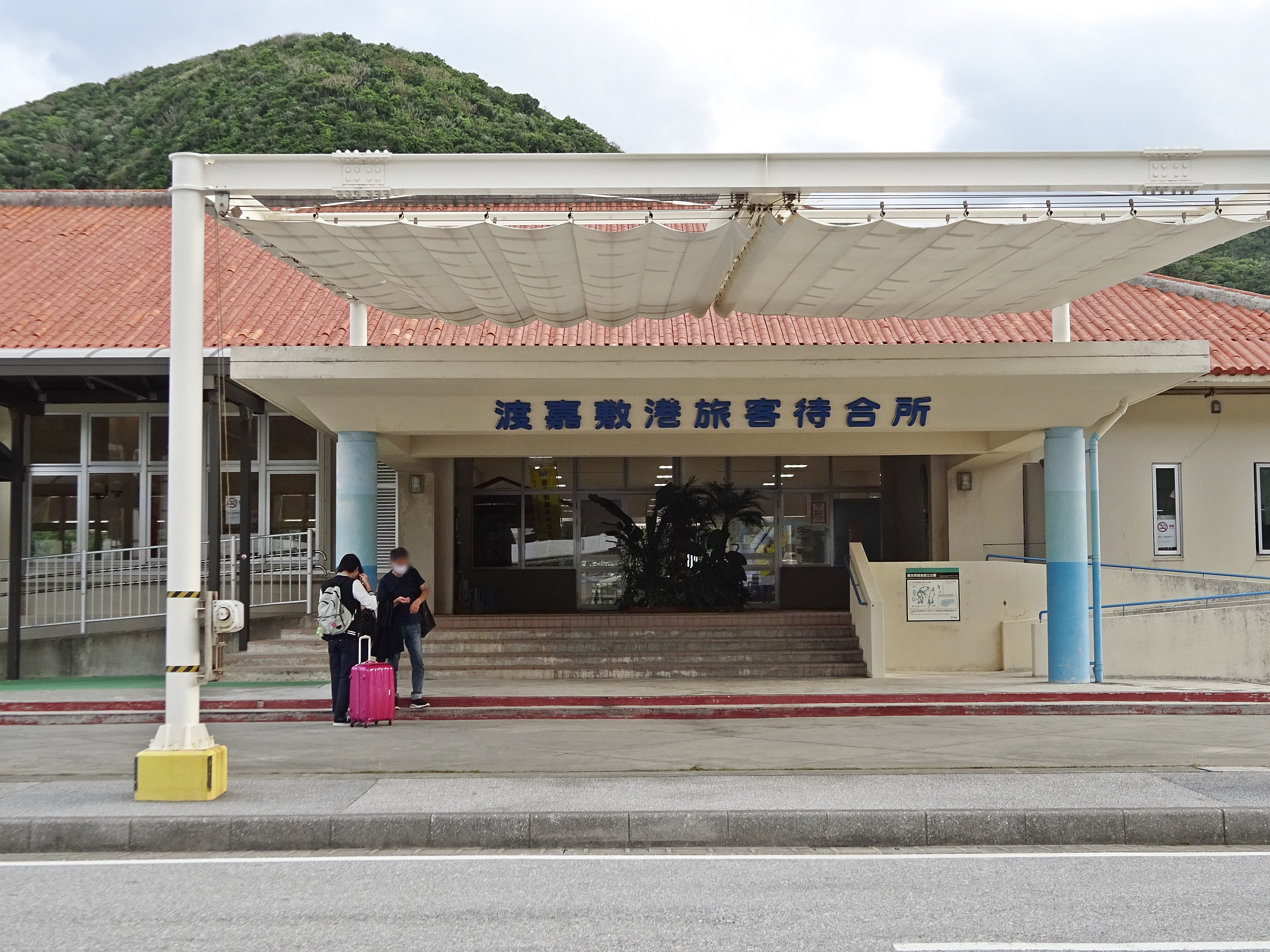
渡嘉敷港旅客待合所

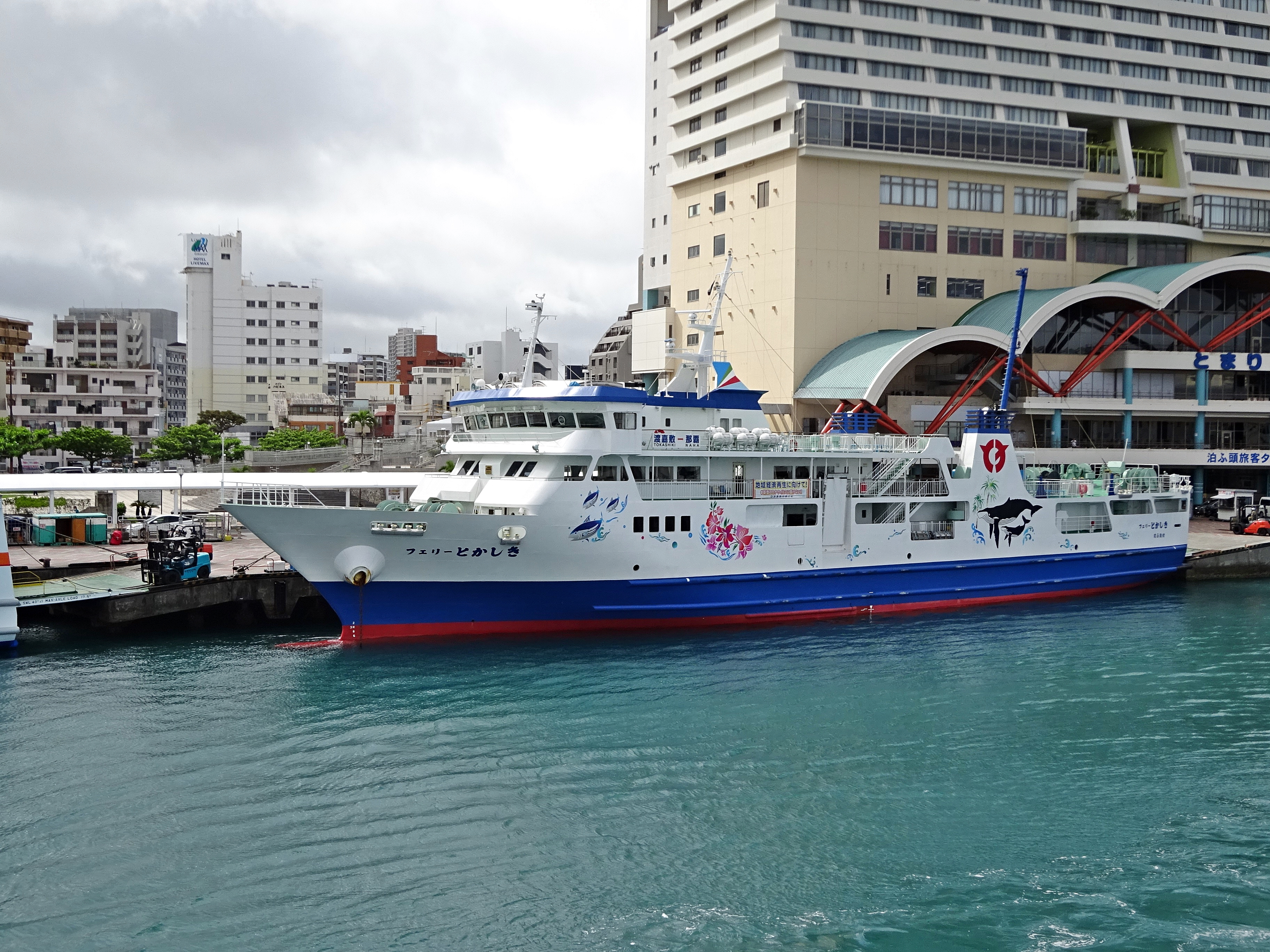
フェリーとかしき（泊ふ頭）

### 港湾
- 渡嘉敷港（地方港湾）
  - 那覇港（泊ふ頭）行き　村営高速船「マリンライナーとかしき」（所要35分）
  - 那覇港（泊ふ頭）行き　村営フェリー「フェリーとかしき」（所要70分）車両搭載可能。

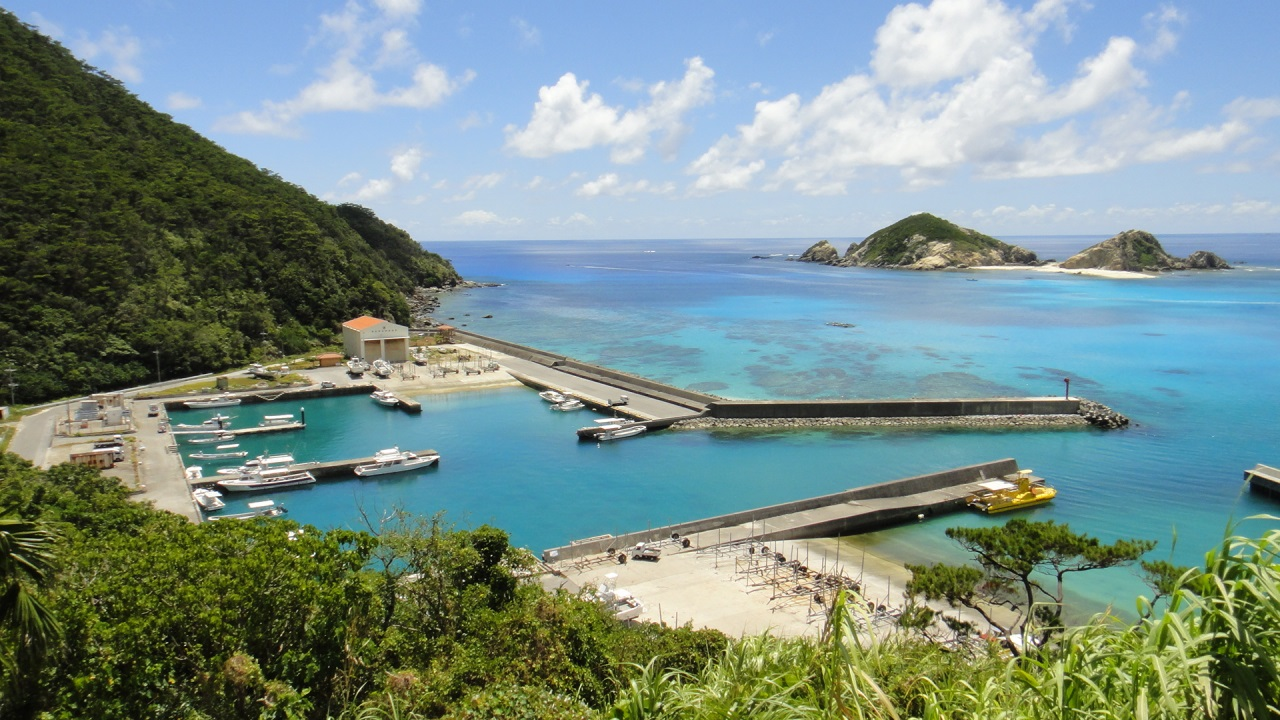
阿波連港

- 阿波連港 : 主にダイビングボートが発着している。
  - 阿波連港 - 阿嘉港（阿嘉島） - 座間味港（座間味島） 座間味村の連絡船「みつしま」（座間味港まで所要35分）
    - 「ケラマ航路」と通称される。2013年4月より座間味村の行政連絡船を使用し運航を開始した。1日2便が設定されているが、予約があるときのみ運航するオンデマンド方式である。[14][15]

### 島内交通
とかしき観光バス合同会社により路線バスが運行されている。
- 渡嘉敷港 - 役場前 - 阿波連ビーチ

#### 主な道路
- 沖縄県道186号渡嘉敷港線
- 国立沖縄青年の家線（村道）
- 阿波連線（村道）

## 名所・旧跡・観光
- 慶良間諸島国立公園
- 阿波連ビーチ
- 渡嘉志久（とかしく）ビーチ
- ハナリ島（シブガキ島）- 無人島
- 白玉之塔
- 集団自決跡地碑
- ヒータティーヤー
- 根元家の石垣
- 忠魂碑
- 渡嘉敷村青少年旅行村
- 舟越（ヒナクシ）貝塚
- マリンレジャー
  - スキューバダイビング
  - シュノーケリング
  - シーカヤック
  - ホエールウォッチング

- 阿波連ビーチ
- ハナレ島周辺
- 渡嘉志久ビーチ
- 根元家の石垣
- 白玉之塔
- 集団自決跡地碑